# المسيحية في غوام

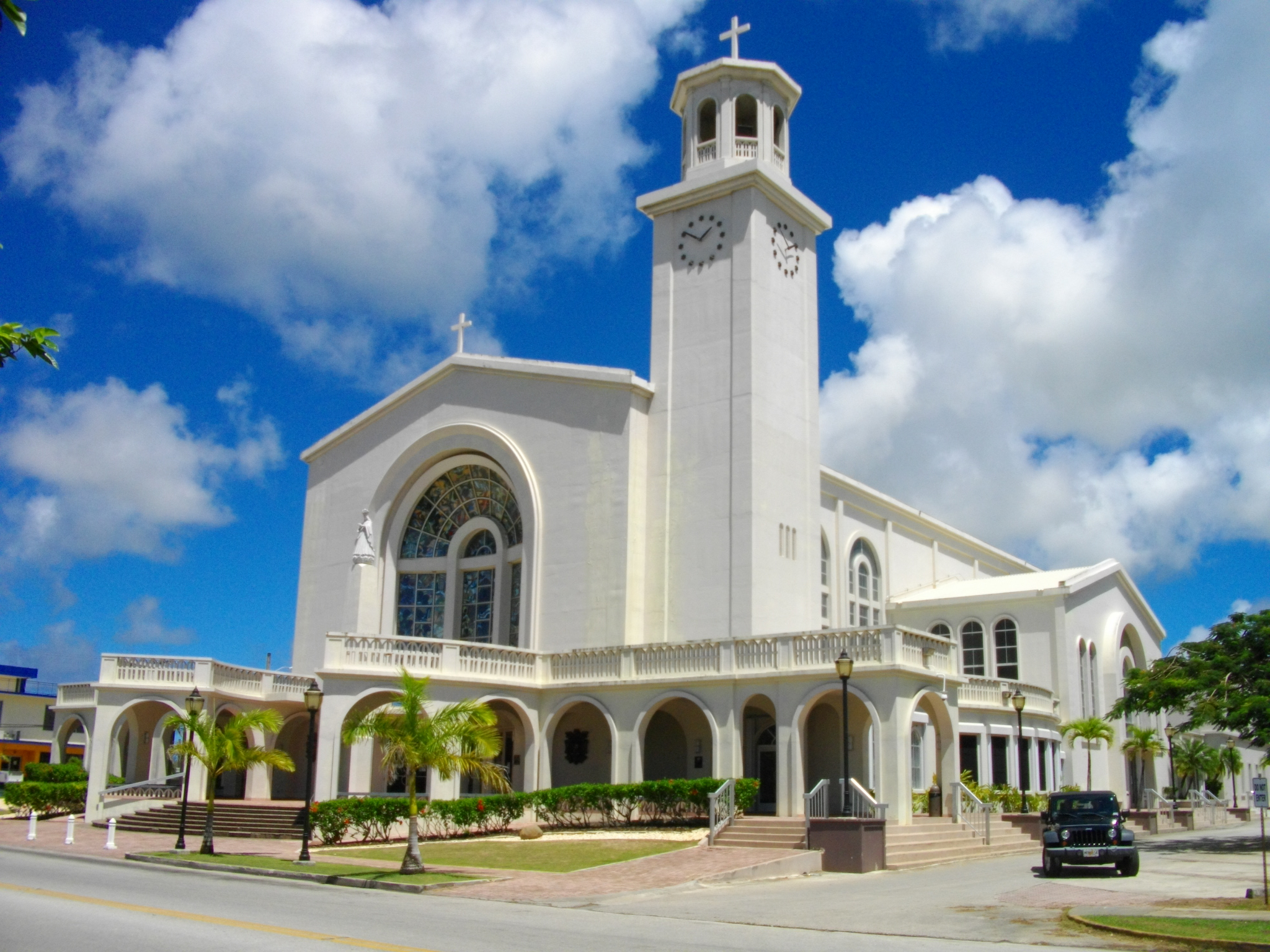
بازيليكا دولسي نومبر دي ماريا في مدينة هاغاتنيا.

تُشكل المسيحية في غوام أكثر الديانات إنتشاراً بين السكان، وتأتي في مقدمة الطوائف المسيحيَّة الكنيسة الرومانية الكاثوليكية والتي يبتعها حوالي 85% من سكان جزيرة غوام وذلك حسب تعداد السكاني لعام 1999. في حين وفقاً لتقديرات مركز بيو للأبحاث عام 2010 حوالي 94.1% من السكان من أتباع الديانة المسيحية، ويتصدرهم أتباع الكاثوليكية مع حوالي 75% من مجمل السكان، يليهم أتباع الكنائس البروتستانتية مع حوالي 17.7% من السكان.
بدأ الإستعمار الإسباني في 15 يونيو من عام 1668، مع وصول كل من المبشر دييجو لويس دي سان فيتوريس وبيدرو كالونجسود، الذي أسس أول كنيسة كاثوليكية. وكان المجتمع الكاثوليكي في غوام جزءًا من أبرشية سيبو بالفلبين. خلال الحكم الإستعماري الإسباني بين الأعوام 1668-1898 تحول الأغلبية من السكان المحليين إلى المذهب الكاثوليكي وأصبحت الاحتفالات الدينية مثل عيد القيامة وعيد الميلاد واسعة الانتشار. وأصبحت سيدة كامارين راعية وشفيعة البلاد، وهي تصوير لمريم العذراء عثر عليها صياد في المياه الواقعة قبالة الساحل الجنوبي الغربي للجزيرة بين القرنين السابع عشر والثامن عشر. ولدى العديد من السكان المحليين من الشاموريين ألقاب إسبانية بسبب اعتناقهم للمسيحية على المذهب الكاثوليكي. واستحوذت الولايات المتحدة على غوام من إسبانيا بعد الحرب الإسبانية الأمريكية في عام 1898.
في 17 سبتمبر من عام 1902 تم إنشاء مقاطعة جزر ماريانا الرسولية والتي ضمت غوام. وفي 1 مارس من عام 1911، أصبحت غوام بمقام نيابة رسولية. وفي 4 يوليو من عام 1946 تم ضم ماريان وكارولين وجزر مارشال إلى النيابة الرسولية. وفي 14 أكتوبر من عام 1965 ضم الفاتيكان أبرشية أغانيا لتصبح جزء من الأبرشية الرومانية الكاثوليكية في سان فرانسيسكو. وفي 8 مارس من عام 1984 ونتيجة على نمو الكاثوليكية في غوام والمناطق المجاورة لها، أصبحت غوام متروبوليتان. وتتبع الكنيسة الأنجليكانية المحلية إدارياً الكنيسة الأسقفية الأمريكية والتي يقع مقرها في الولايات المتحدة. ومنذ عام 1993 أصبح للشبيبة الغوامية الكاثوليكية حضور في أيام الشبيبة الكاثوليكية العالمي.